# Công giáo tại Hàn Quốc
Công giáo Hàn Quốc (tiếng Hàn Quốc: 천주교, n.đ. 'đạo của Đức Chúa Trời') là một bộ phận của Giáo hội Công giáo, nằm dưới sự lãnh đạo tinh thần của Giáo hoàng tại Roma.
Vào năm 2020, Giáo hội Công giáo tại Hàn Quốc có 5.841.000 tín hữu, chiếm tỷ lệ 11,28% dân số, trong số đó có khoảng 5.000 linh mục và 9.000 nữ tu phục vụ tại 1.842 giáo xứ trên cả nước.

## Cơ cấu tổ chức
Hàn Quốc có 12 giáo phận, 3 tổng giáo phận và 1 giáo hạt quân đội:

Các giáo phận tại bán đảo Triều Tiên

### Giáo tỉnh Daegu
- Tổng giáo phận Daegu
- Giáo phận Andong
- Giáo phận Cheongju
- Giáo phận Masan
- Giáo phận Busan

### Giáo tỉnh Gwangju
- Tổng giáo phận Gwangju
- Giáo phận Jeju
- Giáo phận Jeonju

### Giáo tỉnh Seoul
- Tổng giáo phận Seoul
- Giáo phận Chuncheon
- Giáo phận Daejeon
- Giáo phận Incheon
- Giáo phận Suwon
- Giáo phận Uijeongbu
- Giáo phận Wonju

### Khác
- Giáo hạt Quân đội Hàn Quốc